# Douglas Shearer
Douglas G. Shearer (født 17. november 1899, død 5. januar 1971) var en canadisk-amerikansk banebrydende lyddesigner, der spillede en central rolle i udviklingen af lydteknologi til filmoptagelser. Han vandt syv Oscars for sit arbejde.

## Biografi
Shearer blev født i Westmount, Quebec, til en prominent familie, men hans familie kom i hårde tider efter at hans fars forretning mislykkedes, hvilket i sidste ende førte til hans forældres separation.
Douglas blev ved sin far i Montreal, mens han to søstre, Norma Shearer og Athole Shearer flyttede til USA - til New York City - med deres mor Edith.
Da han ikke havde råd til en universitetsuddannelse, gik han ud af skolen og begyndte at arbejde i forskellige jobs. I 1924 rejste han til Hollywood, for at besøge sin mor og søstre, der var flyttet dertil få år tidligere.
Han besluttede at blive der, og fik et job hos Metro-Goldwyn-Mayer, hvor Norma også var ansat. Hos MGM arbejdede han som assistent i studiets kameraafdeling, men han forfulgte en interesse i at føje lyd til film.
Denne interesse førte til en karriere, der strakte sig over fire årtier indenfor film. Douglas blev en vigtig opfinder og innovator inden for lydteknologi. Et af hans mange bidrag var et system han udviklede, der eliminerede uønsket baggrundsstøj.
Igennem hans lange karriere var Shearer nomineret til en Oscar 21 gange og vandt syv oscar for lyd og visuelle effekter. Han blev udnævnt til studiets direktør for teknisk forskning i 1955; og da han trådte tilbage i 1968, havde Shearer vundet yderligere syv Scientific or Technical Academy Awards.

## Personligt liv
Shearer giftede sig med Marion B. Tilden i Montreal i september 1922. Hun døde 6. juni 1931, og året efter giftede han sig med Ann Cunningham i Californien. Senere giftede han sig med Avice Curry.
Shearer døde i Culver City, Californien i 1971, 71 år gammel.